# كلوستريديوم مولد للإيثانول ذاتيا
كلوستريديوم أوتوإيثانوجينام أو كلوستريديوم مولد للإيثانول ذاتيا هي بكتيريا تنتج الإيثانول من أول أكسيد الكربون وهي بكتيريا موجبة غرام عصوية الشكل مكونة للأبواغ ومتحركة وتم عزلها أول مرة من براز الأرانب. نمط السلالة الخاص بها هو JA1-1. تم تحديد تسلسل الجينوم الخاص بها.

## الاستخدامات
هذه البكتيريا لها دور أساسي في التقنية التي طورتها لانزاتيك لإنتاج الإيثانول من غاز أول أكسيد الكربون الناتج من مخلفات انبعاثات المصانع.

## قراءة خارجية
- Guo، Ying؛ Xu، Jingliang؛ Zhang، Yu؛ Xu، Huijuan؛ Yuan، Zhenhong؛ Li، Dong (2010). "Medium optimization for ethanol production with Clostridium autoethanogenum with carbon monoxide as sole carbon source". Bioresource Technology. ج. 101 ع. 22: 8784–8789. DOI:10.1016/j.biortech.2010.06.072. ISSN:0960-8524. *Cotter، Jacqueline L.؛ Chinn، Mari S.؛ Grunden، Amy M. (2008). "Ethanol and acetate production by Clostridium ljungdahlii and Clostridium autoethanogenum using resting cells". Bioprocess and Biosystems Engineering. ج. 32 ع. 3: 369–380. DOI:10.1007/s00449-008-0256-y. ISSN:1615-7591.

## روابط خارجية
- (بالfr+en) مرجع موسوعة الحياة (EOL) : Clostridium autoethanogenum
- LPSN